# Gessy Lima
Gessy Lima (Uruguaiana, 24 de setembro de 1935 — Porto Alegre, 4 de abril de 1989) foi um futebolista brasileiro, que atuou como meia.
O jogador esta entre os 10 maiores artilheiros do tricolor gaúcho (Grêmio de Porto Alegre) com 214 gols.

## Carreira
Gessy começou a carreira nos juvenis do Uruguaiana, em 1951. Em 1954 já era titular da ponta-de-lança do Uruguaiana. O Grêmio o contratou em 1955 e, em 1956, Gessy era titular da camisa 8, quando passou a acumular títulos. No time foram onze campeonatos conquistados entre 1956 e 1962. Entre eles, o pentacampeonato Metropolitano (1956 a 1960), o Pentacampeonato Gaúcho (1956 a 1960) e o Campeonato Sul-Brasileiro (Taça da Legalidade) em 1962.
Em 1960, foi convocado para a Seleção Brasileira Gaúcha, que disputou o III Campeonato Pan-Americano na Costa Rica, de onde voltou com um vice-campeonato. Entre seus feitos, marcou muitos gols em especial na noite de 25 de fevereiro de 1959, quando em pleno estádio de La Bombonera, marcou os quatro gols da vitória do Grêmio sobre o Boca Juniors, da Argentina. O resultado final foi 4 a 1 para o Grêmio.
Nesta ocasião, Gessy, que havia passado no vestibular de Odontologia um dia antes, passara a noite comemorando em Porto Alegre. Viajou direto para Buenos Aires, onde minutos antes (reza a lenda) da partida começar, teria chegado, para completar o time.
Depois do Grêmio, Gessy ainda jogou na Portuguesa, em 1963, e depois encerrou a carreira de jogador tornando-se dentista.

## Títulos
Grêmio
- Campeonato Gaúcho: 1956, 1957, 1958, 1959 e 1960

### Prêmios individuais
Grêmio
- Maior artilheiro do Estado do Rio Grande do Sul: 1956 e 1959